# Hans Piena
Hans Piena (Rotterdam, 1964) is een Nederlands archeoloog. Piena is curator van het Nederlands Openluchtmuseum en bijzonder hoogleraar Nederlandse Cultuurgeschiedenis aan de Vrije Universiteit van Amsterdam. Voor zijn dissertatie kreeg hij in 2021 de Mr. J.W. Frederiksprijs.

## Biografie
Piena studeerde archeologie aan de Universiteit van Amsterdam en doorliep de opleiding tot restaurator. Als restaurator van houten voorwerpen werkte hij bij Stichting Gelders Erfgoed. Tevens was hij hoofddocent meubel- en interieurrestauratie aan de opleiding Restauratoren. Piena legde zich toe op het "lezen van meubels", het verkrijgen van informatie over het dagelijks leven in vroeger tijden aan de hand van oude meubels.
In 2008 werd Piena aangesteld als curator van het Nederlands Openluchtmuseum. Als zodanig was hij betrokken bij de fysieke presentatie van het Canon van Nederland. Piena is woordvoerder van de keuringscommissie Westers Meubilair en Oude Kunst van TEFAF. In 2018 verzorgde Piena de jaarlijkse Christopher Gilbert-lezing van de Regional Furniture Society over het onderwerp van de Nederlandse ladderrugstoelen.
Piena promoveerde in 2019 bij prof. F.M. Eliëns aan de Universiteit van Leiden op het proefschrift Kleurrijk Nederland: Beschilderd Meubilair 1600-1939. In 2021 benoemde het Koninklijk Oudheidkundig Genoodschap Piena tot bijzonder hoogleraar Nederlandse Cultuurgeschiedenis aan de Vrije Universiteit. In zijn oratie legt hij de nadruk op het belang van het verzamelen en bestuderen van objecten, met name alledaagse en eigentijdse, om een positieve en inclusieve groepsidentiteit te bevorderen.

## Publicaties (selectie)
- Het Dagboek / Eimert Papenborg 1826-1888 (Achterhoek Uitgevers, 2021). ISBN 978-90-823607-5-2[6]
- Kleurrijk Nederland: Beschilderd meubilair 1600-1930, dissertatie.[7]
- Ethnography and Inclusion in the Dutch Open Air Museum, Lietuvos muziejų rinkiniai (Collecties van Litouwse musea) 2022 / 21
- Van oude mensen en dingen die voorbij gaan, rede uitgesproken bij aanvaarding van het ambt van Bijzonder Hoogleraar Nederlandse Cultuurgeschiedenis.[5]
- Van spel tot ernst: 300 jaar Canon van Nederland. Tijdschrift Volkskunde, januari-april 2023

## Onderscheidingen
- 2021: Mr. J.W. Frederiksprijs[8]

- Bibsys: 15005118
- Gemeinsame Normdatei: 133215806
- International Standard Name Identifier: 0000 0003 8912 0481
- Library of Congress Control Number: no2020010600
- Nederlandse Thesaurus van Auteursnamen: 271344873
- Virtual International Authority File: 149149066579765601802
- WorldCat: E39PCjKGcWbFVGH3GkKc6hDM8y